# Olga Špilarová
Olga Špilarová (* 17. července 1951, Praha) je česká překladatelka z angličtiny a francouzštiny a autorka literárních studií v oblasti moderní americké, francouzské a české literatury. V letech 1975 až 1985 pracovala jako redaktorka v nakladatelství Odeon v Praze. Od roku 1985 žije ve Francii. V letech 1986–89 spolupracovala redakčně s exilovým čtvrtletníkem Svědectví, v letech 1988-89 vedla anglofonní věstník Help&Action, věnovaný problematice lidských práv v komunistické Evropě. V letech 1990-98 byla členkou redakce revue Liber založené sociologem Pierre Bourdieu. V letech 1990 až 2017 pracovala v nadaci humanitních a společenských věd FMSH v Paříži, kde m.j. řídila program postdoktorálních stipendií „Andrew W. Mellon / CAORC, Washington D.C.“
Vydala básnickou sbírku Kaktusové dny (Edice K, Paříž 1989) a román Rýžování zlata v Oslím potoce (Volvox Globator, Praha 1996). Je spoluautorkou francouzského monografického svazku Vladimír Holan (Plein Chant, Bassac 1991) a přispěvatelkou do slovníku světových autorů a děl Dictionnaire des auteurs, Dictionnaire des oeuvres (Robert Laffont, Paříž 1994).
Je rovněž autorkou učebnice češtiny pro samouky (Le tchèque sans peine, Assimil, Paříž 1994; upravené vyd. 2015; německé vyd. Tschechisch ohne Mühe, 1999).
V roce 1993 obdržela tvůrčí prémii v rámci překladatelské Ceny Josefa Jungmanna.

## Překlady
- James Aldridge: Můj bratr Tom. Svoboda 1980.
- Jack Kerouac: Mag. Práce 1984; Votobia 1996; Argo 2004.
- Nathanael West: Přítelkyně osamělých srdcí. Den kobylek. Odeon 1982; Přítelkyně osamělých srdcí samostatně Volvox Globator 1995; Den kobylek samostatně Aurora 1996; Volvox Globator 2014.
- Philip Roth: Elév. Odeon 1985; Mladá fronta 2014.
- Albert Murray: Železniční blues (in Masky a tváře černé Ameriky). Odeon 1985.
- Richard Brautigan: V melounovém cukru. Odeon 1986; Argo 1996; 2004.
- Jack London: Cesta. Práce 1989; Volvox Globator 2017.
- Richard Brautigan: Chytání pstruhů v Americe. Volvox Globator 1993; Argo 2018.
- Richard Brautigan: Ano, rybí hudba. Volvox Globator 1996.
- Fernando Arrabal: Pohřeb sardinky. Volvox Globator 1994.
- Richard Brautigan: Trávník se mstí. Volvox Globator 1998.
- Donald Barthelme: Padesát povídek (+ Jiří Hrubý + Petr Dudek). Argo 1999.
- Roland Barthes: Rozkoš z textu. Triáda 2008.
- Patrik Ouředník: Konec světa se prý nekonal. Torst 2018.
- John Bolton: Číst Patrika Ouředníka (in Mistr subverze). Volvox Globator 2020.
- Richard Brautigan: Kůň, který musel zastavit. Volvox Globator 2021.
- Richard Brautigan: Detektivem v Babylónu. Volvox Globator 2024.

### Časopisecky
- Richard Brautigan: Chytání pstruhů v Americe (ukázka). Světová literatura, 3, 1977.
- Jack Kerouac: Mag (ukázka). Světová literatura, 4, 1978.
- Bernard Malamud: Mluvící kůň (výbor). Světová literatura, 5, 1978.
- Dan McCall: Medvěd Jack (ukázka). Světová literatura, 4, 1981.
- Leslie M. Silková: Obřad (výbor). Světová literatura, 3, 1983.
- Joan Didionová: Plíží se do Betléma (výbor). Světová literatura, 1, 1985.
- Richard Brautigan: Generál Custer a Titanik (výbor). Světová literatura, 3, 1986.
- Richard Brautigan: Verše z koše (výbor), Souvislosti,1, 2024.

### Edice
Francouzská literatura I, II. Paříž 1986; 1988 (+ Patrik Ouředník)